# Stockholms tunnelbana

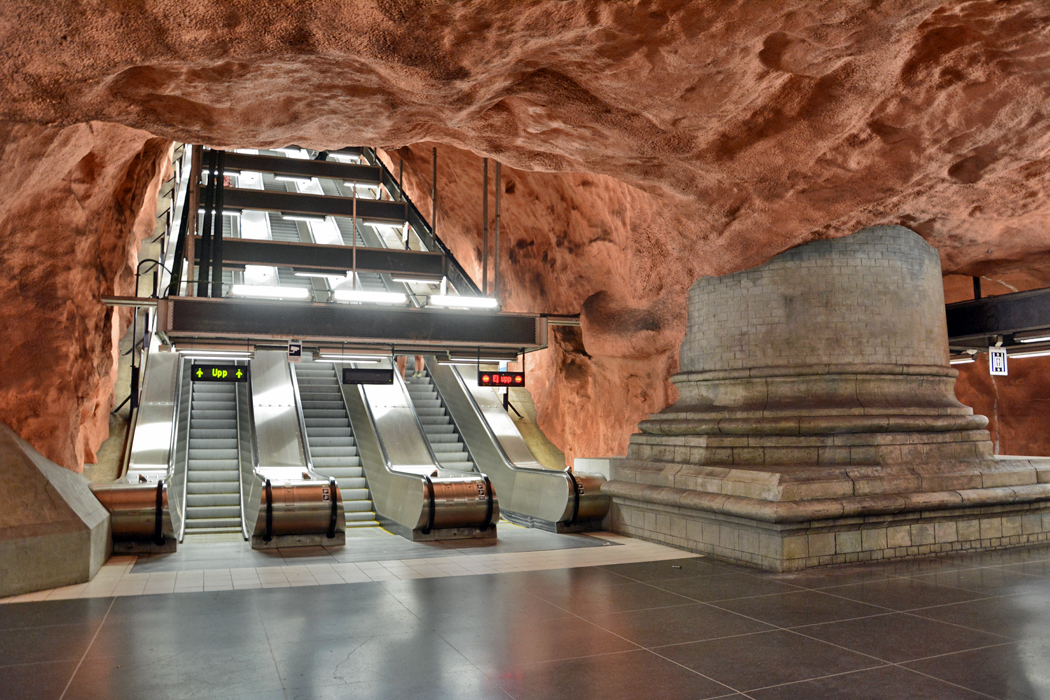
Station Rådhuset

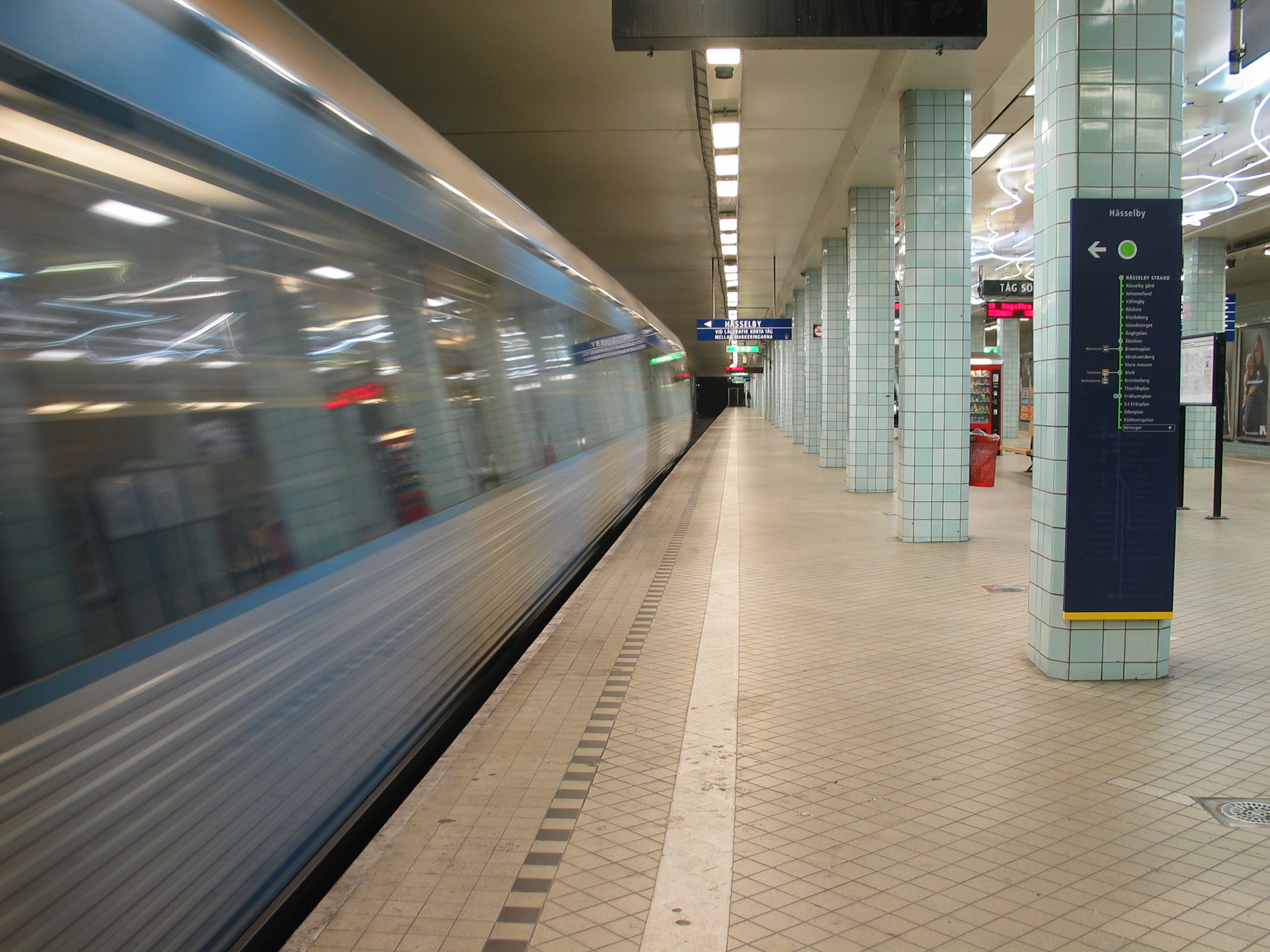
Ein Zug der Stockholmer Tunnelbana in der Station Hötorget

Die Stockholmer U-Bahn, schwedisch Stockholms tunnelbana oder Tunnelbanan, ist die einzige U-Bahn in Schweden.
Da viele Bahnhöfe mit besonderen Kunstwerken dekoriert sind, wird die Tunnelbana zu den größten Kunstgalerien der Welt gezählt. Eigentümer ist AB Storstockholms Lokaltrafik (SL). Der Betreiber wird von SL per Ausschreibung ermittelt: Bis 1. November 2009 war es Veolia Transport, von November 2009 bis April 2025 die schwedische Tochtergesellschaft MTR Stockholm des chinesischen Unternehmens MTR Corporation. Im Mai 2025 übernahm  Connecting Stockholm AB den Verkehr mit einem 11-Jahres-Vertrag. Connecting Stockholm gehört Go-Ahead Sverige (55 %) und ComfortDelGro aus Singapur (45 %).

## Streckennetz
Stockholms Tunnelbana hat ein 105,7 Kilometer langes Streckennetz, davon verlaufen 62 Kilometer unterirdisch, die Gesamtlinienlänge beträgt 161,5 Kilometer.
Stockholms Tunnelbana verfügt insgesamt über 101 Stationen, von denen sich 52 oberirdisch und 49 unterirdisch befinden.
49 Haltestellen davon werden von der Gröna linjen, 36 von der Röda linjen und 20 von der Blå linjen bedient.
Die drei Stammstrecken werden jeweils von einzelnen Linien befahren: 10 und 11 auf der blauen, 13 und 14 auf der roten und 17 bis 19 auf der grünen Linie. Um die U-Bahn von anderen Verkehrsmitteln abzugrenzen, wurden die Linien früher teilweise auch als T10 etc. bezeichnet.
Zentraler und meistfrequentierter U-Bahnhof ist T-Centralen mit 161.000 Fahrgästen täglich, in dem sich alle drei Stammstrecken kreuzen, und an dem sich auch der Stockholmer Hauptbahnhof befindet.
| Linie | Strecke                         | Fahrzeit | Länge   | Stationen (davon unterirdisch) |
| ----- | ------------------------------- | -------- | ------- | ------------------------------ |
| 10    | Kungsträdgården ↔ Hjulsta       | 23 min   | 15,1 km | 14 (14)                        |
| 11    | Kungsträdgården ↔ Akalla        | 22 min   | 15,6 km | 12 (11)                        |
| 13    | Norsborg ↔ Ropsten              | 44 min   | 26,6 km | 25 (11)                        |
| 14    | Fruängen ↔ Mörby centrum        | 33 min   | 19,5 km | 19 (14)                        |
| 17    | Hässelby strand ↔ Skarpnäck     | 53 min   | 26,8 km | 32 (11)                        |
| 18    | Hässelby strand ↔ Farsta strand | 56 min   | 29,1 km | 35 (10)                        |
| 19    | Hässelby strand ↔ Hagsätra      | 57 min   | 28,6 km | 35 (9)                         |

In der Nebenverkehrszeit (tagsüber) verkehren die einzelnen Linien alle 10 Minuten, die 14 zwischen Mörby und Liljeholmen alle 5 Minuten, sodass auf den gemeinsamen Abschnitten alle 3 1/3 bis 5 Minuten die Züge verkehren. In der Hauptverkehrszeit werden der Rest der 14 und die 13 auf einen Fünf- und die 10 und 11 auf einen Sechs-Minuten-Takt verdichtet. Frühmorgens und spätabends fahren die Linien jeweils alle 15–30 Minuten.

## Geschichte
Insgesamt bestehen 102 Stationen, von denen eine, nämlich Kymlinge auf der Linie 11 der Blå linjen, nicht fertig gestellt und somit auch nicht bedient, sondern nur durchfahren wird.

### Die grüne Linie

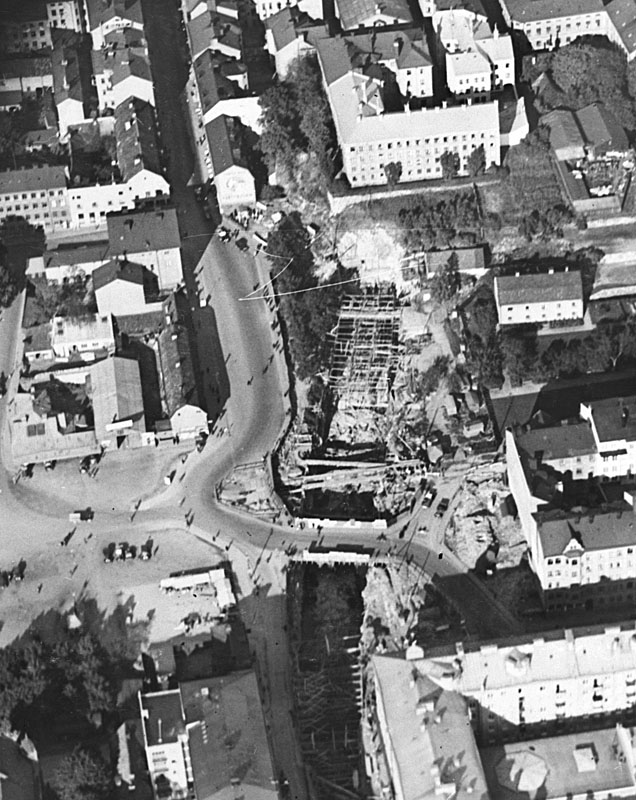
Tunnelbanan in Bau 1932

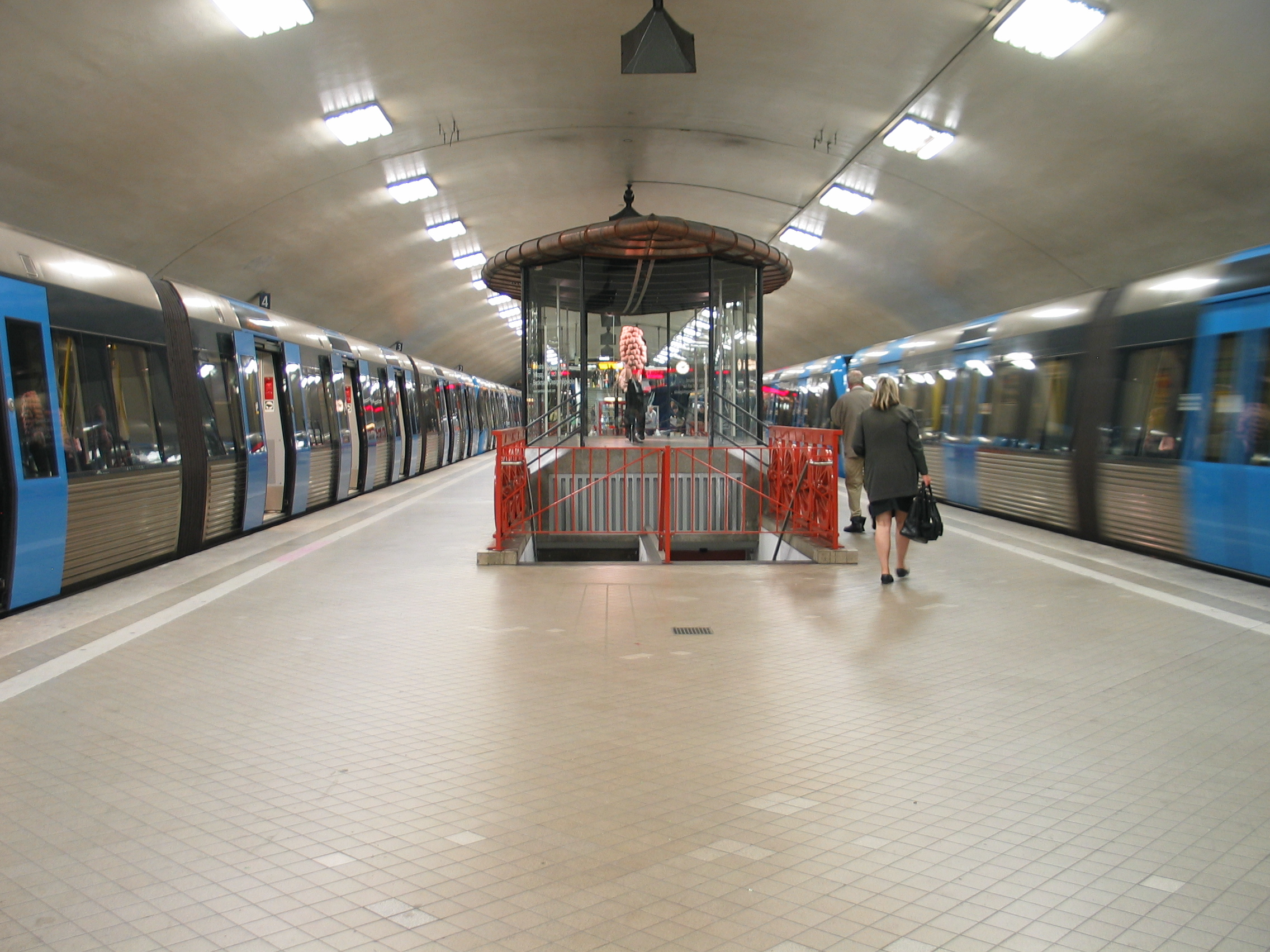
Bahnsteig der U-Bahn-Station Odenplan (vor Eröffnung der Citybanan)

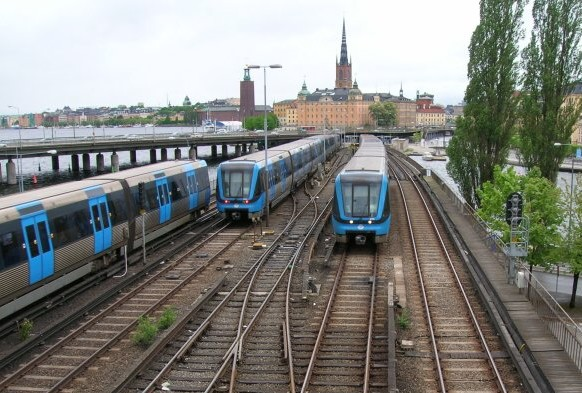
Die fünfgleisige ehemalige Eisenbahnbrücke wird sowohl für den laufenden Betrieb als auch für Kehrzüge benutzt

Nachdem 1877 die ersten Pferdebahnen entstanden und diese ab 1901 durch elektrische Straßenbahnen ersetzt wurden, wurde ein großes Schienennetz in der schwedischen Hauptstadt installiert. Bis 1920 entwickelten sich die verschiedenen Straßenbahngesellschaften mit ihren Strecken, bis sie darauf zur „AB Stockholms Spårvägar“ (deutsch: Stockholmer Straßenbahnen) zusammengefasst wurden. Seit der Gründung dieser Gesellschaft gab es verschiedene Vorschläge für unterirdische Straßenbahnstrecken.
1931 begannen die ersten Bauarbeiten für den so genannten Katarina- oder Södertunnel zwischen Skanstull und Slussen im Stadtteil Södermalm, der drei Jahre später, am 1. Oktober 1933, in Betrieb ging. Damit wurde eine unterirdische Straßenbahnverbindung für die südlichen Vorortlinien geschaffen. In dem 1,37 Kilometer langen Tunnel gab es zwei Bahnhöfe: Södra Bantorget, heute Medborgarplatsen, und Ringvägen, der heute Skanstull heißt. Die Endstation Slussen war damals nicht überdacht, dies wurde erst etwa dreißig Jahre später nachgeholt. Diese Tunnelstrecke wurde unter dem Namen „Tunnelbanan“ („die Tunnelbahn“) bekannt.
Nachdem die südlichen Vorortlinien angeschlossen waren, sollte gleiches bei den westlichen Linien passieren. Bereits 1934 fuhren diese über eine neue Brücke mit dem Namen „Tranebergsbron“ bis Alvik. 1944 wurde eine oberirdische Strecke von Thorildsplan bis Islandstorget in Betrieb genommen, bei welcher die Strecke bereits für einen späteren Tunnelbanabetrieb vorbereitet war.
Ursprünglich war also nur ein Straßenbahnbetrieb mit Tunnelstrecke geplant. Aufgrund des starken Bevölkerungswachstums Stockholms in den 1940er Jahren wurden die Pläne einer U-Straßenbahn revidiert und eine Voll-U-Bahn geplant. Da die Pläne für den zuerst zu bauenden Abschnitt Hötorget–Slussen noch nicht detailliert genug waren, wurde mit der nördlichen Strecke Fridhemsplan–Hötorget begonnen. 1946 ging die „Skanstullbrücke“ in Betrieb, die von einer Straßenbahn inklusive der schon vorhandenen Strecke Thorildsplan–Islandstorget benutzt wurde.
Am 1. Oktober 1950 wurde die erste Tunnelbanastrecke zwischen Gullmarsplan (früher Johanneshov) und Hökarängen, die ursprünglich von einer Vorortstraßenbahn befahren wurde, eröffnet. 1951 ging ebenfalls eine verkürzte Tramstrecke nach Stureby, die ab 1954 nach Högdalen fuhr, in Betrieb. Die Weststraßenbahn nach Ängby wurde 1954 auf Tunnelbana-Betrieb umgestellt. Diese fuhr von einem Behelfsbahnsteig in Vällingby nach Hötorget (früher Kungsgatan). Damit waren zwei kleine Netze im Süden und im Westen geschaffen, die miteinander verbunden werden mussten.
1957 ging die City-Verbindung in Betrieb. Sie wurde, abgesehen von dem Abschnitt Slussen–Gamla Stan, unterirdisch ausgeführt. Letzterer führt über eine ehemalige, fünfgleisige Eisenbahnbrücke. Während auf vier Gleisen der reguläre Betrieb abläuft, bleibt der fünfte Gleisstrang für Wartungsarbeiten beziehungsweise Kehrzüge frei. Schon damals war klar, dass es mehr als eine Tunnelbanalinie geben würde, daher wurde die Brücke möglichst breit ausgelegt.
Mit diesem Ausbau war die grüne Linie fast vollendet. Bis 1960 kamen Erweiterungen um wenige Stationen am Nord- und Südende hinzu. 1971 wurde der Zweig nach Farsta bis nach Farsta Strand verlängerte, 1994 kam noch eine Verlängerung von Bagarmossen nach Skarpnäck hinzu. Letzterer Ausbau ist der bislang letzte des Tunnelbananetzes. Die Station Skarpnäck ist die 100. Station des Netzes.
Auf der grünen Linie durften seit 2007 nur noch C20 fahren. 2001 war ein neues elektronisches Signalsystem installiert worden, wodurch höhere Zugdurchsätze möglich sind. 2007 wurde dieses System komplett auf die besser bremsenden C20 ausgelegt, wodurch dichtere Zugfolgen fahrbar sind. Die alten Wagen, die damals noch in Betrieb befindlichen und unter der Bezeichnung Cx zusammengefasste Typen C6 bis C15, konnten die Strecken der grünen Linie daher nur noch bei Überführungen befahren.
Die grüne Linie umfasst insgesamt 41,25 Streckenkilometer und besteht aus drei Routen:
- Hässelby strand – Skarpnäck (Route 17)
- Hässelby strand – Farsta strand (Route 18)
- Hässelby strand – Hagsätra (Route 19)

### Die rote Linie
Die grüne Linie („Gröna Linjen“) wurde vorwiegend in den 1950er Jahren gebaut und ausgebaut. Sie war aus Sicht des Stadtrates vorerst „fertig“. In Folge sollte vor allem in den 1960er Jahren eine zweite Tunnelbana-Linie gebaut werden. Größtes Unterscheidungsmerkmal zwischen der „Gröna Linjen“ und der „Röda Linjen“ ist und war, dass Letztere vor allem im Tunnel fährt und damit keine großen Wohngebiete durchschneidet, was bei der grünen Linie durch die langen Hochbahnabschnitte der Fall war. 1964 wurde die zweite Tunnelbanalinie für den Verkehr freigegeben. Die Linie bestand damals aus zwei Ästen: Von T-Centralen entweder nach Örnsberg oder Fruängen. Bis 1967 wurde sie weiter ausgebaut, im Süden bis nach Vårberg und im Norden bis nach Ropsten. 1972 bis 1975 wurden die Linienabschnitte bis Norsborg im Süden und Universitetet im Norden angefügt. 1978 kam als bisher letzter Ausbau der Abschnitt bis nach Mörby Centrum hinzu. Die Strecken sind insgesamt 41,23 Kilometer lang.
Diese Linie besteht aus zwei Routen:
- Norsborg – Ropsten (Route 13)
- Fruängen – Mörby centrum (Route 14)

### Die blaue Linie

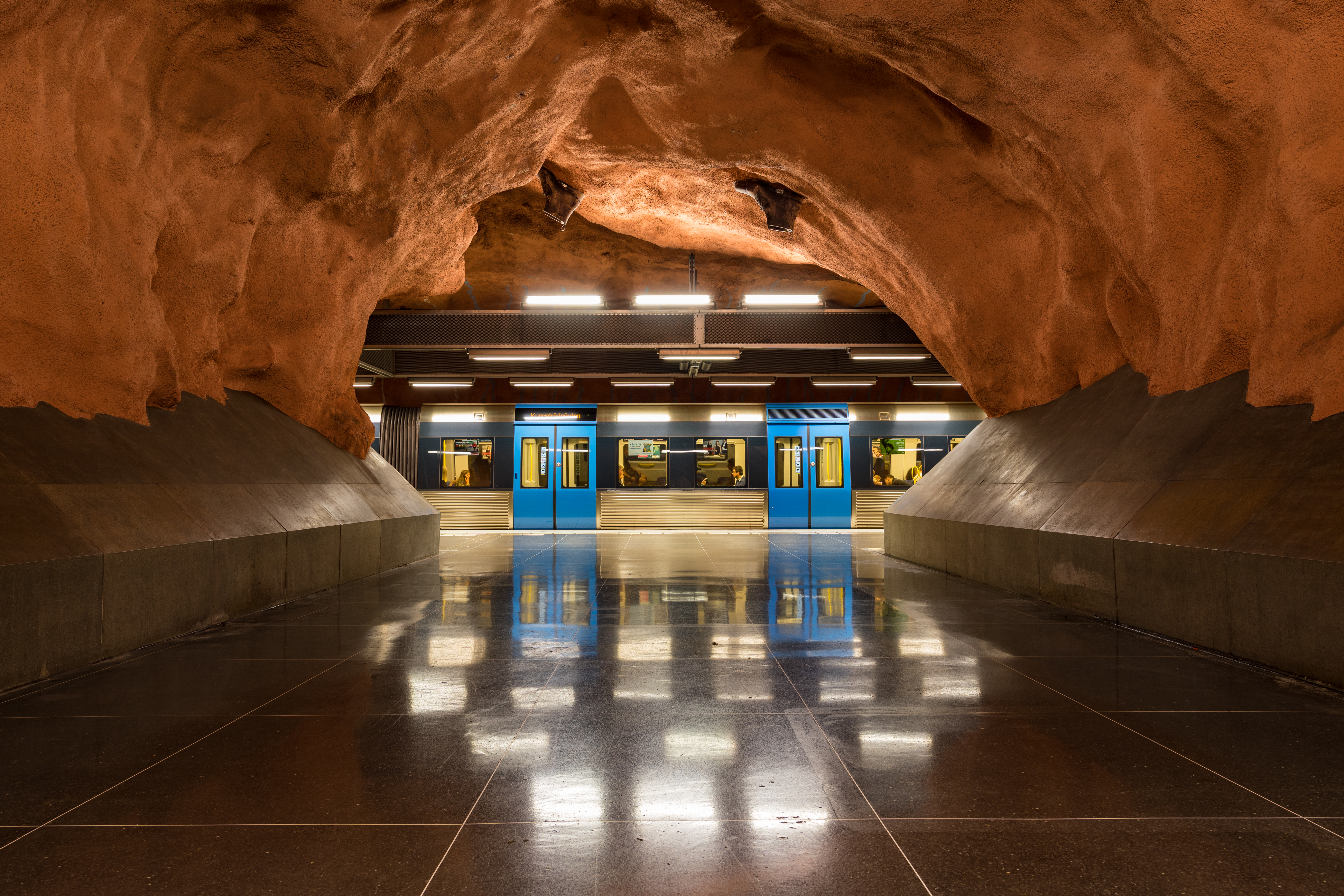
Station Rådhuset

Das erste Teilstück der blauen Linie wurde 1975 eröffnet. Zunächst verlief die Linie von T-Centralen bis nach Hjulsta, wobei sich die Strecke von der heutigen insofern unterschied, als dass bis Hallonbergen die heutige Strecke nach Akalla befahren wurde und die nächste Station Rinkeby war. 1977 wurde ein Zweig ab Hallonbergen nach Akalla eingefügt und das Teilstück nach Kungsträdgården eröffnet. 1985 wurde ab Västra Skogen eine neue Strecke über Sundbyberg eröffnet und die heutige Linienaufteilung eingeführt, wodurch die Querverbindung Hallonbergen-Rinkeby stillgelegt wurde. Zwischen Hallonbergen und Kista gibt es die Station Kymlinge. Diese wurde nie in Betrieb genommen, weil der dazugehörige Stadtteil nie gebaut wurde. Abgesehen von der Station Kista ist die gesamte Strecke unterirdisch und liegt ungefähr 20–30 Meter unter der Erde. Alle Stationen wurden von bekannten schwedischen Kunstschaffenden gestaltet. Die Strecken sind insgesamt 25,51 Kilometer lang.
Diese Linie besteht aus zwei Routen:
- Kungsträdgården – Hjulsta (Route 10)
- Kungsträdgården – Akalla (Route 11)

### Stationsumbenennungen
Einige Stationen haben in ihrer Geschichte den Namen gewechselt:
- Globen hieß früher Isstadion (Eisstadion) und noch früher Slakthuset (Schlachthaus)
- Gullmarsplan hieß früher Johanneshov, was der Name des südlich der Station gelegenen Stadtteils ist
- Skogskyrkogården (wörtlich Waldfriedhof) hieß früher nur Kyrkogården (Friedhof)
- Skanstull hieß früher Ringvägen nach einer der Hauptstraßen von Södermalm. Heute liegt zudem die Station Zinkensdamm am Ringvägen.
- Hötorget hieß früher Kungsgatan nach einer der Straßen, die am Hötorget entlanggehen. Heute liegen einige Eingänge der Station Östermalmstorg sehr nahe der Kungsgatan.
- Skärmarbrink hieß früher Hammarby
- T-Centralen hieß früher Centralen. Heute wird nur noch der Hauptbahnhof und die dazugehörige Station des Pendeltåg so bezeichnet.
- Ängbyplan hieß früher Färjestadsvägen
- Die Station Vreten wurde im Jahr 2014 in Solna Strand umbenannt.

## Züge

### Übersicht
Heute sind 271 Züge der fünften Generation sowie 96 Züge der sechsten Generation im Einsatz (Stand Februar 2024).
| Generation         | Baureihe   | Baujahre                    | Hersteller                  | Bemerkung                                                                           |
| ------------------ | ---------- | --------------------------- | --------------------------- | ----------------------------------------------------------------------------------- |
| abgestellt         |            |                             |                             |                                                                                     |
| Generation 1       | C1         | 1949/1950                   | ASJ, ASEA                   | 3 später zu C2 umgebaut, 1 Zug 1978 abgestellt, 16 im Jahr 1983 abgestellt          |
| Generation 1       | C2         | 1950–1961                   | ASJ, ASEA                   | abgestellt 1977–1990, 38 Wagen 1990 zu Mittelwagen umgebaut und bis 1999 in Betrieb |
| Generation 1       | C3         | 1957–1959                   | ASJ, ASEA                   | zwischen 1988 und 1999 abgestellt                                                   |
| Generation 2       | C4         | 1960–1966                   | ASJ, ASEA                   | bis 1999 abgestellt                                                                 |
| Generation 2       | C5         | 1963–1965                   | Hägglund & Söner            | 1996 abgestellt                                                                     |
| Generation 3       |            |                             |                             |                                                                                     |
| C6                 | 1970–1974  | ASEA, ASJ, Hägglund & Söner | bis Mai 2023 abgestellt     |                                                                                     |
| C7                 | 1972/1973  | ASEA                        | nicht mehr im Einsatz       |                                                                                     |
| C8(H)              | 1974/1975  | ASEA, Hägglund & Söner      | nicht mehr im Einsatz       |                                                                                     |
| C9                 | 1976/1977  | ASEA, Hägglund & Söner      | nicht mehr im Einsatz       |                                                                                     |
| Generation 4       | C12(H)     | 1977–1982                   | ASEA, ASJ, Hägglund & Söner | nicht mehr im Einsatz                                                               |
| Generation 4       | C13        | 1982–1984                   | ASEA, ASJ, Hägglund & Söner | nur betriebsinterner Einsatz                                                        |
| Generation 4       | C14(H)     | 1985–1989                   | ASEA, ASJ, Hägglund & Söner | bis Februar 2024 abgestellt                                                         |
| Generation 4       | C14z       | 1987/1988                   | ASEA, ASJ, Hägglund & Söner | bis Februar 2024 abgestellt                                                         |
| Generation 4       | C15        | 1985                        | ASEA, ASJ, Hägglund & Söner | bis Frühsommer 2023 abgestellt                                                      |
| im Betriebseinsatz |            |                             |                             |                                                                                     |
| Generation 5       | C20        | 1997–2004                   | AdTranz                     |                                                                                     |
| Generation 5       | C20F       | 2003                        | AdTranz                     | Eine Einheit als Versuchsträger für leichtere Werkstoffe                            |
| Generation 5       | C20U (C25) | 2018–2024                   | Alstom                      | Modernisierung der 270 Einheiten des Typs C20                                       |
| Generation 6       | C30        | 2019–                       | Bombardier / Alstom         |                                                                                     |

### Allgemeines zur Technik
Die Fahrstromversorgung erfolgt über seitliche, von oben bestrichene Stromschienen, wobei die Fahrspannung 650 Volt beträgt. Die blaue Linie ist ferner für den Betrieb mit 750 Volt ausgerüstet, was jedoch nicht genutzt wird. Das Gleisnetz ist regelspurig.
Ein Zug voller Länge besteht aus acht Wagen, beim Typ C20 aus drei dreiteiligen Gelenkwagen, was einer Länge von circa 145 Metern entspricht. In den Schwachverkehrszeiten (SVZ), also spät abends, werden kürzere Züge eingesetzt (sechs alte Wagen, zwei Einheiten des Typs C20). Obwohl inzwischen vorwiegend die neuen Züge eingesetzt werden, wurde auf den elektronischen Anzeigetafeln der roten Linie zunächst weiterhin die Anzahl der alten Wagen angegeben. Mittlerweile wird gegebenenfalls „Korttåg“ (deutsch: Kurzzug) angezeigt.
Verschiedene Strecken sind für Züge mit zehn Wagen ausgelegt. Solche langen Züge werden nur in Ausnahmefällen eingesetzt.
Die Züge waren ursprünglich mit zwei Personen besetzt, wobei einer ein Zugbegleiter war, der in der Mitte des Zuges stand und die Türen schloss. 1965 wurde für Züge mit bis zu fünf Wagen der Einmannbetrieb eingeführt, so dass der Triebwagenführer die Türen schloss. Seit 1980 werden alle Züge nur noch einfach besetzt. Da viele Bahnsteige in Bögen liegen, sind dort Monitore angebracht, die dem Triebwagenführer die Überwachung der gesamten Zuglänge ermöglichen. Teilweise ist dazu ein Punkt auf dem Bahnsteig markiert, auf den sich der Triebwagenführer stellen soll, um den gesamten Überblick zu haben.
Um viele Züge in dichter Folge einsetzen zu können, wird eine linienförmige Zugbeeinflussung vom Typ LZB 730 (der Vorgänger der weltweit eingesetzten LZB700 M) verwendet, die permanent die aktuelle Geschwindigkeit des Zuges überwacht und kürzere Blockabschnitte möglich macht, ohne die Sicherheit zu beeinträchtigen. Dazu sind vor der ersten Achse unter den Wagenenden mit Führerstand zwei Antennen angebracht, mit denen ständig über die Schienen eingespeiste Daten zwischen Stellwerks- und Fahrzeugrechner ausgetauscht werden. Ein im Gleis verlegtes Kabelpaar in den Stationen und speziellen Wendegleisen, dem Linienleiter, werden zusätzlich noch sicherheitstechnische und betriebliche Informationen an den Zug übermittelt. Der Fahrzeugrechner erhält vom Stellwerksrechner unter anderem ständig Informationen zur aktuellen zulässigen Höchstgeschwindigkeit, der nächsten Geschwindigkeitsänderung und der Entfernung zur nächsten Geschwindigkeitsänderung. Die Position des Zuges erkennt der Stellwerksrechner durch die Gleisfrei- und -besetztmeldung sowie der eigenen Wegmessung. Daraus und aus den im Fahrzeugrechner eingestellten Daten über Zuglänge und Bremsstärke wird die aktuelle Höchstgeschwindigkeit berechnet und dem Triebwagenführer angezeigt. Sollte die errechnete erlaubte Höchstgeschwindigkeit überschritten werden, wird automatisch gebremst. Sollte die Verbindung zwischen Fahrzeug- und Stellwerksrechner abreißen, wird der Zug schnellstmöglich durch eine Zwangsbremsung zum Stillstand gebracht. Das Überfahren von haltzeigenden Signalen wird überwacht und verhindert, indem der Fahrzeugrechner für den Signalstandort eine Höchstgeschwindigkeit von 0 km/h übermittelt bekommt und den Zug entsprechend vorher zum Stehen bringt. Das System erlaubt es, dass sich zwei Züge zum Kuppeln nähern und verhindert Zusammenstöße mit mehr als 11 km/h.
Durch die ständige Kommunikation vom Stellwerksrechner zum Fahrzeugrechner ist es möglich, den Zug automatisch zu fahren. Der Triebwagenführer überwacht nur das Öffnen und Schließen der Türen und gibt den Startbefehl an die Automatische Fahr- und Bremssteuerung, die den Zug auf die vom LZB-Fahrzeugrechner errechnete Höchstgeschwindigkeit beschleunigt oder abbremst. Der Triebwagenführer muss nur im Störungsfall eingreifen. Dies wird als Automatic Train Operation (ATO / automatisierter Fahrbetrieb) bezeichnet. Vergleichbare Systeme sind bei der Münchner U-Bahn oder der Victoria Line in London im Einsatz.

### Modellgeschichte
Seit 1950, der Eröffnung der Stockholmer U-Bahn, gab es sechs Fahrzeuggenerationen. Diese werden wiederum in einzelne Serien unterteilt. Die Wagen waren ursprünglich grün lackiert, weil die grüne Linie zuerst eröffnet wurde. Seit Mitte der 1970er Jahre wurden neue Fahrzeuge blau lackiert. Grüne Wagen waren teilweise noch bis in das 21. Jahrhundert im Einsatz. Die sechste Generation ist nunmehr weiß lackiert mit blau lackierten Türen.
Die Wagen der ersten vier Generationen (Typen C1 bis C15) waren vierachsige Drehgestelltriebwagen mit drei Fahrgasttüren pro Wagenseite. Diese Türen waren zweiflügelige Taschenschiebetüren. Die Wagen der fünften Generation sind dreiteilige Gelenktriebwagen mit vier Drehgestellen, davon zwei unter dem Mittelteil. Sie fahren maximal in Dreifachtraktion. Die Wagen der sechsten Generation sind vierteilige Gelenktriebwagen, die je zwei Drehgestelle pro Wagenteil besitzen. Sie können in Doppeltraktion betrieben werden. Die beiden neuesten Generationen haben zweiflügelige Außenschwenkschiebetüren und verfügen als erste Wagen der Stockholmer U-Bahn über automatische Scharfenbergkupplungen.
Seit Februar 2024 sind nur noch Wagen der fünften und sechsten Generation im Betriebseinsatz (Stand Mai 2024).

#### Erste Generation

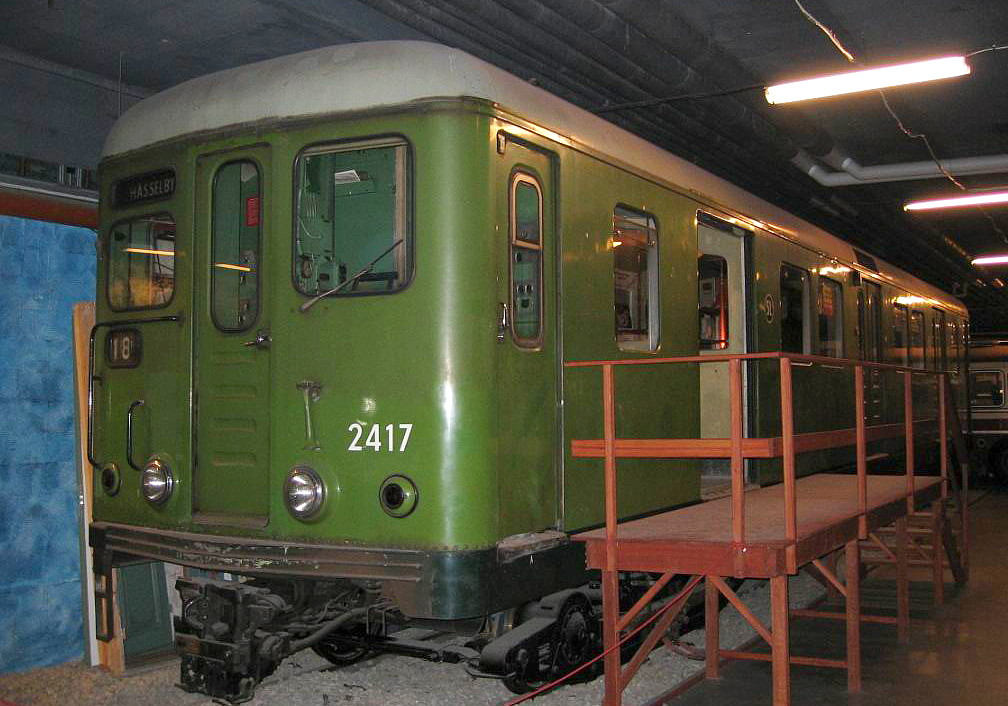
Ein Wagen des Typs C2 im Stockholmer Straßenbahnmuseum

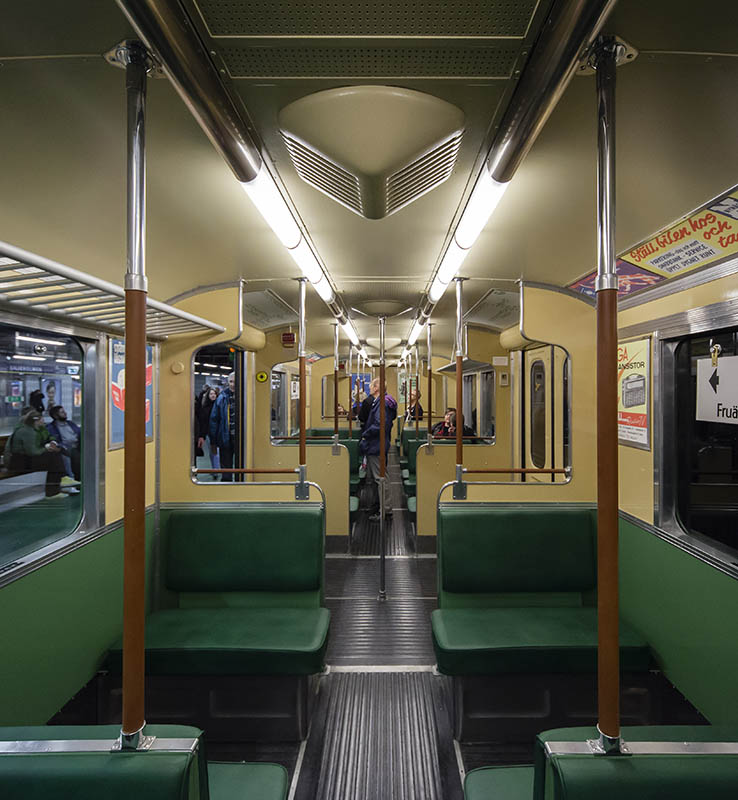
Innenansicht eines Wagens des Typs C2

Die ersten Wagen mit der Bezeichnung C1 wurden von 1949 bis 1950 bei den Firmen AB Svenska Järnvägsverkstäderna (ASJ) in Linköping und bei Allmänna Svenska Elektriska Aktiebolaget (abgekürzt ASEA) in Västerås produziert. Diese waren vierachsig, 2,7 m breit und 17,62 m lang. Insgesamt wurden 20 C1-Einheiten geliefert. Sie hatten 54 Sitz- und 108 Stehplätze. Die Hälfte dieser Wagen wurden ab 1957 nur noch als Mittelwagen eingesetzt. Ein Wagen wurde schon 1978 außer Betrieb genommen. Die verbliebenen Wagen folgten in den Jahren 1980 bis 1984.
In den Jahren 1949–61 wurden leicht modifizierte Wagen unter der Typenbezeichnung C2 bei den gleichen Firmen hergestellt. Außerdem wurden drei C1-Wagen in den Typ C2 umgebaut. Die beiden Bauarten unterscheiden sich nur geringfügig. So hat ein Wagen des Typs C2 nur 94 Stehplätze. Ein Wagen dieser Generation wurde nach einem Brand für den Betrieb auf der Saltsjöbanan umgebaut. Beginnend 1976 wurden die Wagen nach und nach ausgemustert. 1990 wurden 38 der verbliebenen Wagen zu Mittelwagen umgerüstet und waren als solche noch bis 1999 im Einsatz. Vier Wagen dieses Typs sind noch erhalten.
In den Jahren 1957–59 kamen noch 85 Wagen des Typs C3 dazu. Diese Bauart unterscheidet sich von den C2 nur durch eine geringe Masse: Die Wagen der Typen C1 und C2 wiegen 30 t, ein Wagen des Typs C3 nur 28 t. Diese Wagen sind ausgemustert. Ein Wagen dieses Typs ist noch erhalten.

#### Zweite Generation

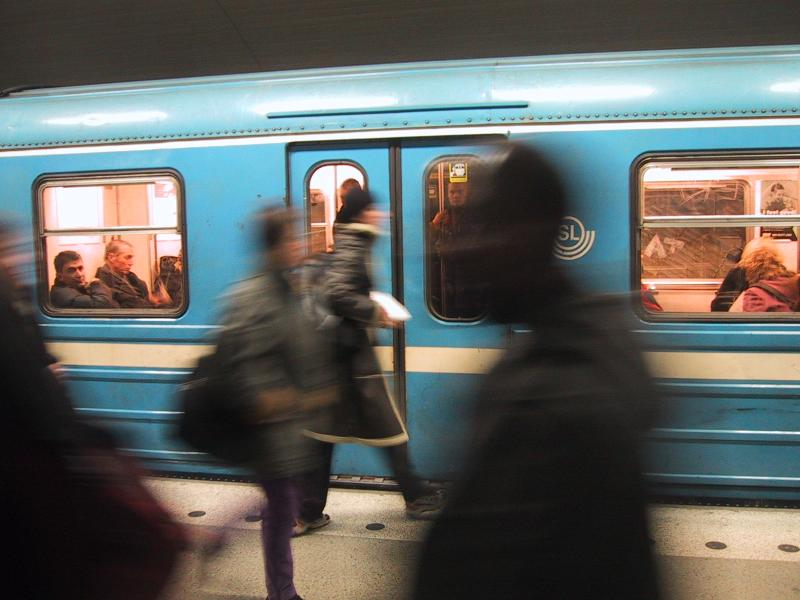
Von außen sind die jüngeren Baureihen kaum zu unterscheiden

Die zweite Zuggeneration besteht aus den Typen C4 und C5.
Die Bauart C4 war zur Eröffnung der roten Linie dringend nötig, da von einer Weiterproduktion der vorherigen Baureihen abgesehen wurde. An den Maßen änderte sich insgesamt nur wenig, die Masse eines Wagens war mit 23 t deutlich niedriger. Von 1960 bis 1966 wurden insgesamt 200 Wagen dieses Typs bei den Stammlieferanten ASEA (für die elektrischen Teil) und ASJ (für den mechanischen Teil) hergestellt, wobei ein Wagen 48 Sitz- und 108 Stehplätze bietet.
Der Typ C5, von dem 1963–65 nur acht Wagen bei der Firma Hägglund & Söner mit Sitz in Örnsköldsvik produziert wurden, erhielt nicht den typischen grünen Anstrich und war damit nur silberfarben. So bekam dieser Zug den Namen „Silverpilen“ (deutsch „Silberpfeil“) und ähnelt damit beispielsweise verblüffend den U-Bahn-Wagen der Chicago Elevated oder New York City Subway. Die Wagen des Typs C5 sind erneut leichter und wiegen nur 20 t, ihre Antriebsleistung ist mit 264 kW jedoch deutlich geringer als die der Vorgängerbauarten (324 kW).
Während die C5 bis 1996 in Betrieb waren, wurden die Wagen der Reihe C4, teils umgebaut, erst 1999 abgestellt.

#### Dritte Generation
Der Typ C6 gehörte bereits zur dritten Zuggeneration. Diese Fahrzeugreihe wurde zuerst wieder bei den Firmen ASEA und ASJ, später bei ASEA und Hägglund & Söner von 1970 bis 1974 produziert. Grundlegende Änderung war vor allem der Führerstand. Der Fahrer saß in der Mitte und hatte durch die vergrößerten Sichtfenster einen wesentlich besseren Streckenüberblick. Diese Verbesserung wurde mit einem umgebauten Wagen der Reihe C4 erprobt. Bei den Außenmaßen gab es keine Änderungen. Die Wagen wogen 23 Tonnen, die Fahrmotoren leisteten 348 Kilowatt und brachten es auf eine Höchstgeschwindigkeit von 80 km/h. Insgesamt wurden 160 C6-Wagen geliefert. Zwei davon wurden 1987 für die Saltsjöbahn (Typ C16) umgebaut. Die übrigen waren bis Mai 2023 im Einsatz.
Der Typ C7, von dem acht Wagen bei ASEA 1972/73 produziert worden sind, war nicht erfolgreich und so wurde die Produktion nicht weitergeführt. Es handelte sich um eine Versuchsbauart. Die Wagen sind nicht mehr im Einsatz.
Die Reihe C8 war die erste Produktion, die ab Werk in blau geliefert wurde. Die ersten Wagen von insgesamt 44 kamen im Dezember 1974, die letzten Dezember 1975. Sonst gab es kaum Änderungen. Vier der Züge wurden für die Saltsjöbanan umgebaut. Die Hälfte der Wagen wurde zwischen 1993 und 1995 mit einem anderen Führerstand ausgerüstet, die Typenbezeichnung änderte sich in C8H. Die Wagen sind heute nicht mehr im Einsatz.
Von der Reihe C9 gab es nur 20 Exemplare, die in den Jahren 1976 und 1977 gebaut wurden. Sie waren ebenfalls blau lackiert, verfügten gegenüber den Typen C6 bis C8 jedoch über stärkere Motoren mit 400 Kilowatt Leistung und einer Höchstgeschwindigkeit von 90 km/h. Diese Baureihe war bis 2009 im Einsatz, ein Wagen wurde für Brandschutzübungen bis 2021 auf dem Übungsplatz in Ågesta verwendet.

#### Vierte Generation
Um Kosten bei Herstellung und Verschrottung zu sparen, benutzte die Stockholms Lokaltrafik für die Typen C12 bis C15 Teile älterer Fahrzeuge, insbesondere der Modelle der ersten Generation. Daher unterscheiden sich die einzelnen Baureihen nicht grundlegend voneinander, produziert wurden sie bei den Stammfirmen ASEA, ASJ und Hägglund & Söner.
Die erste Reihe war der Typ C12, von dem 165 Wagen zwischen 1977 und 1982 gebaut wurden. Zwei Züge waren zwischenzeitlich blau umlackiert, später erfolgte eine Rücklackierung in grün. Diese Wagen wogen 29 Tonnen, die Motoren leisteten 324 Kilowatt für 80 km/h Höchstgeschwindigkeit. Sie sind heute nicht mehr im Einsatz. Ein Zug ist bei einer Transportfirma in Stenungsund erhalten.
Die Baureihe C13 wurde 1982–1984 mit 94 Einheiten geliefert. Ein Wagen boten nur 45 statt 48 Sitzplätze. Drei Wagen waren vorübergehend blau lackiert, später erfolgte eine Rücklackierung in grün. Ein Zug wurde in den Jahren 2000 bis 2001 mit Ganzzugwerbung für Gevalia versehen (rot mit weißer Schrift). Motorisierung und Höchstgeschwindigkeit entsprachen dem Typ C12. Die Hälfte der Wagen wurde 1995 bis 1997 mit veränderten Führerständen ausgerüstet. Sie erhielten die Typenbezeichnung C13H. SL hat für innerbetriebliche Zwecke einige Wagen erhalten. Im Regelbetrieb werden sie nicht mehr eingesetzt.
Von 1985 bis 1989 wurden 126 Wagen der Reihe C14 geliefert, die wieder 48 Sitzplätze boten und eine Leistung von 440 Kilowatt und eine Höchstgeschwindigkeit von 80 km/h aufwiesen. Bis 1991 waren teilweise grün lackierte Wagen im Einsatz, seitdem verkehren alle im blauen Anstrich. Zwei Wagen wurden für Tests der neuen Generation C20 umgebaut. Hier gab es eine im Führerstand modifizierte Variante C14H.
Eine Variante hiervon war der Typ C14z, von dem in den Jahren 1987 und 1988 vier Wagen gefertigt wurden. Sie wogen nur 25 Tonnen und waren mit etwas schwächeren Asynchronmotoren mit zusammen 420 Kilowatt Leistung ausgestattet. Sie wurden als Motorenversuchsträger für den späteren Typ C20 entwickelt. Der C14z verfügte im Gegensatz zum C14 auch nicht über ein statisches Batterieladegerät als Hilfsenergiequelle. Diese Baureihe wurde ebenfalls bis Februar 2024 abgestellt.
Insgesamt gab es bei ihrer Ausmusterung noch 17 Typ C14-Wagen. Ein C14-Wagen mit der Wagennummer 1398 ist im Eisenbahnmuseum eingelagert. Zwölf Wagen werden umgebaut, um später auf der Saltsjöbanan gefahren oder als Ersatzteillager für die bestehende Fahrzeugflotte genutzt zu werden. Zwei der Wagen sollen zukünftig als Arbeitsfahrzeuge und zwei weitere als Feuerwehrwagen eingesetzt werden.
Vom Typ C15 wurden im Jahr 1985 nur 14 Wagen geliefert. Sie wogen ebenfalls nur 25 Tonnen und waren grün lackiert. Motorisierung und Höchstgeschwindigkeit entsprachen dem Typ C14, sie verfügten im Gegensatz dazu aber über eine Thyristorsteuerung. Sie sind heute nicht mehr im Einsatz.
Die Baureihen C10 und C11 gibt es im U-Bahn-Netz nicht. Die beiden Typenbezeichnungen werden für die Wagen, die für den Betrieb auf der Saltsjöbanan umgebaut wurden, genutzt. Sie erhielten Dachstromabnehmer und seitliche Profilausgleichsbohlen, die mittleren Türen wurden verschlossen und der Raum dahinter mit zusätzlichen Sitzplätzen ausgerüstet.

#### Fünfte Generation

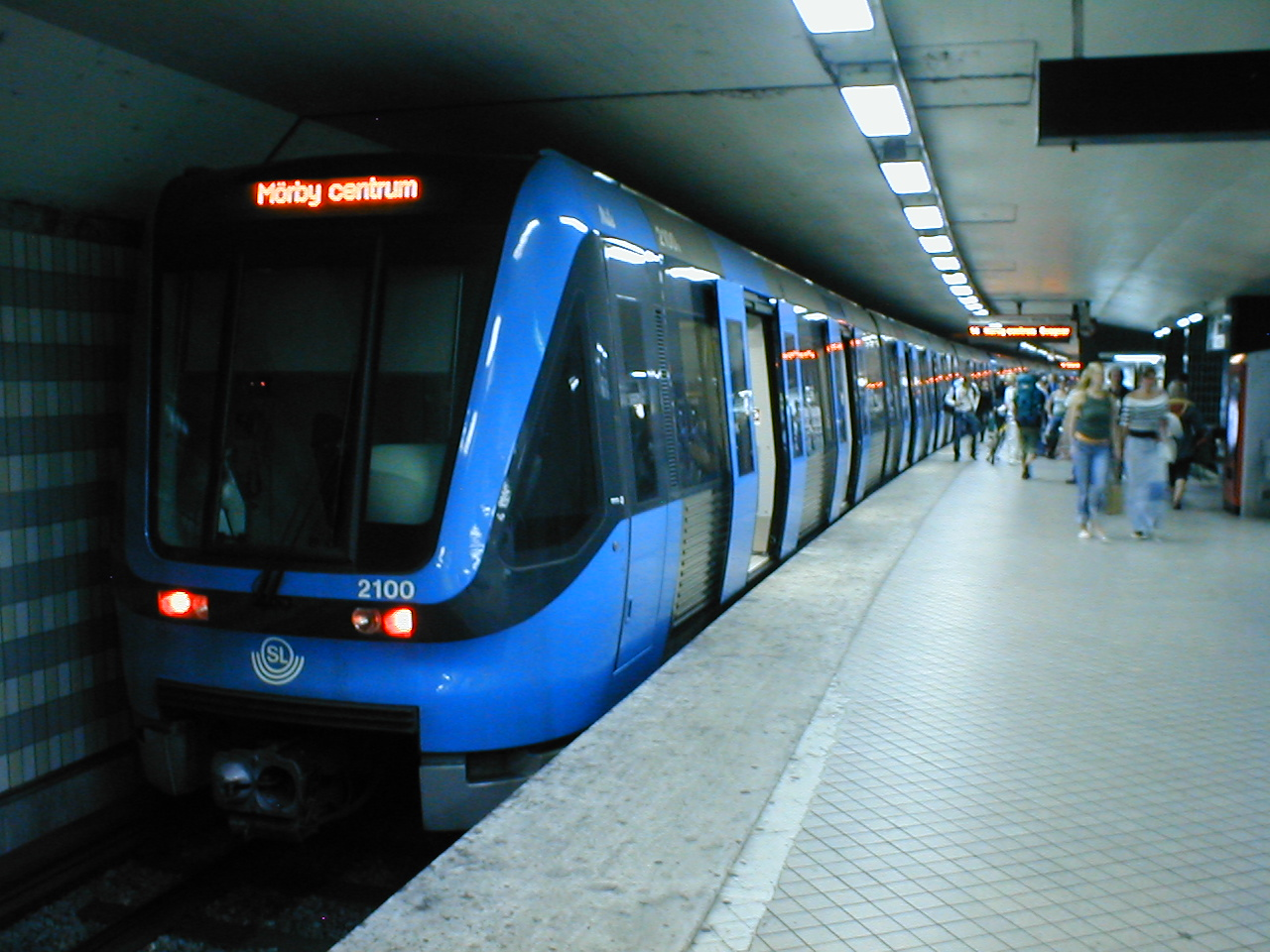
Baureihe C20

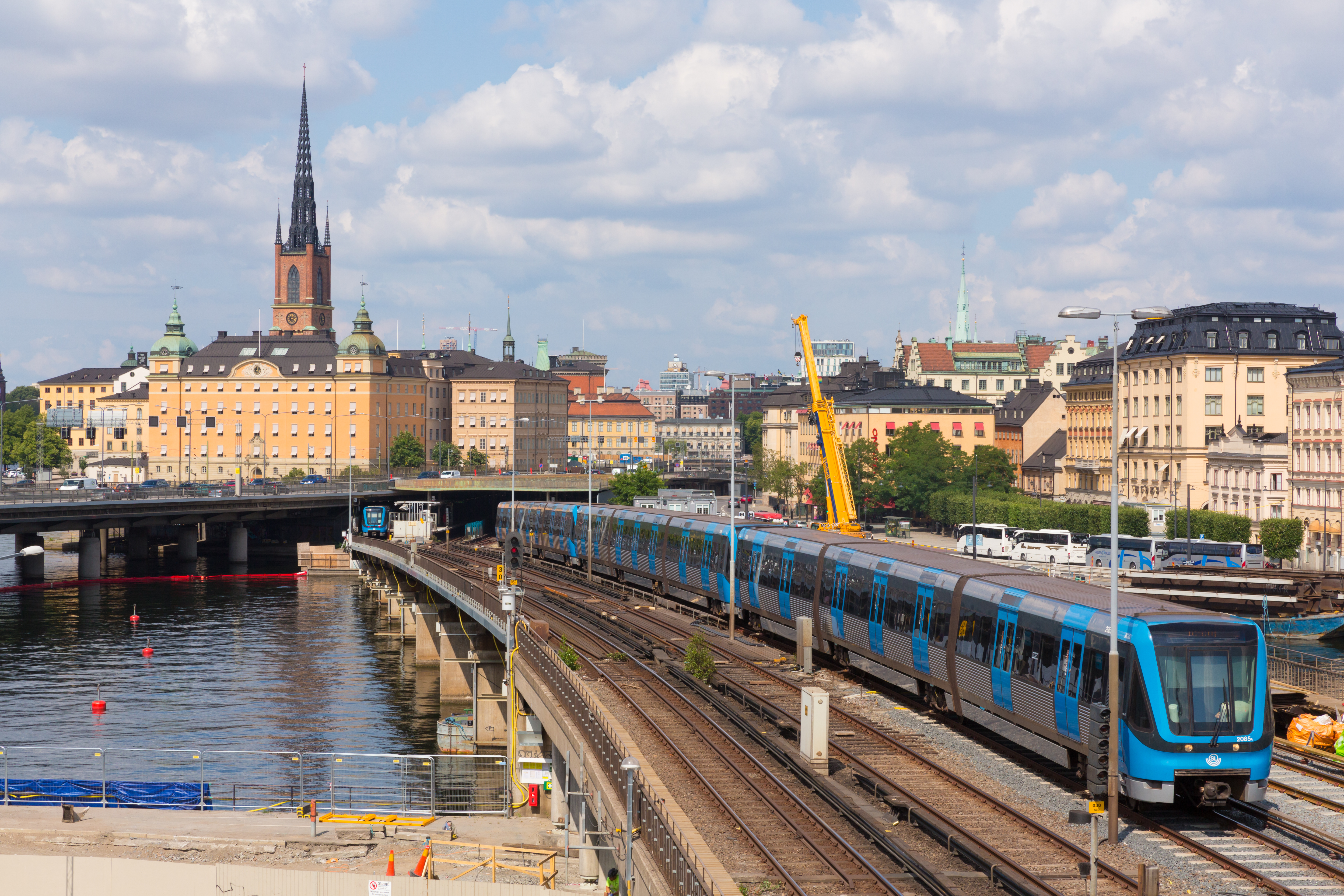
Baureihe C20 bei Tageslicht auf der Söderströmsbro

Aufgrund der schon relativ veralteten Züge beauftragte die Stockholms Lokaltrafik die Firma Adtranz, ab 2001 zu Bombardier Transportation gehörend, eine neue Zuggeneration zu produzieren. Diese Neuentwicklung Vagn 2000 ist erstmals durchgängig begehbar. Die erste Einheit wurde 1997 geliefert, die letzte kam im Jahr 2004. Die Einheiten mit einer Länge von 46,5 Meter sind 2,9 Meter breit und 3,8 Meter hoch sind dreiteilige Gelenkwagen mit vier Drehgestellen. Der mittlere Wagenkasten läuft auf zwei Drehgestellen, die beiden Endteile auf nur je einem. Sie sind auf die Enden des mittleren Wagenkasten aufgesattelt. Alle Fahrzeuge des Typs C20 werden von der Firma Tågia, einer Tochtergesellschaft der SL, unterhalten. Eine dreiteilige Einheit wiegt insgesamt 67 Tonnen, hat 8 Fahrmotoren mit einer Gesamtleistung von 1000 Kilowatt und kann eine Höchstgeschwindigkeit von 90 km/h erreichen. Es gibt 126 Sitz- und 288 Stehplätze in jeder Einheit. Damit kommt ein kompletter Zug aus drei dreiteiligen C20 im normalen Verkehr auf eine Kapazität von 1248 Fahrgästen. Die ersten drei Züge bilden eine Vorserie.
Alle 270 Einheiten haben verschiedene Namen erhalten, die an den Führerstandsseiten angeschrieben sind. Während die erste (abgesehen vom Prototyp) den Namen „Birger Jarl“, der Gründer Stockholms, bekam, benannte man den Wagen 2018 „Olof“ nach Olof Palme, 2057 „Pippi“ nach der schwedischen Romanfigur Pippi Langstrumpf und den Wagen 2063 „Madeleine“ nach der gleichnamigen Prinzessin.
Neben den 270 Einheiten des Typs C20 gibt es noch eine einzelne des Typs C20F, die die Nummer 2000 trägt. Es handelt sich dabei um ein Versuchsfahrzeug, bei dem Verbundwerkstoffe verwendet wurden, was insgesamt 2,6 Tonnen Masse einspart. Optisch unterscheidet sich diese Einheit äußerlich nur durch die glatten Seitenwände unter den Fenstern. Die Inneneinrichtung unterscheidet sich in einigen Details wie den Griffen für stehende Fahrgäste. Diese Einheit trug bis Mai 2012 den Namen „Inkognito“. Aus Anlass der Taufe der Prinzessin Estelle am 22. Mai 2012 wurde der Wagen 2012, dessen ursprünglicher Name „Elvira“ gelautet hatte, in „Estelle“ umgetauft. Gleichzeitig wurde der Name Inkognito auf dem Wagen 2000 durch Elvira ersetzt.
Nach rund zwei Jahrzehnten im Dienst begann 2018 ein umfangreiches Modernisierungsprogramm für alle Einheiten des Typs C20. Alstom baute im Werk Västerås über 27.000 neue Sitze ein, verlegte 240 Kilometer Kabel neu, installierte zusätzliche Videoüberwachung und ein moderneres Passagierinformationssystem und überarbeitete das Innendesign. Zudem wurde die Kapazität durch den Einbau von Längssitzen anstelle von Quersitzen zur Ausweitung der Stehplatzflächen erhöht. Nach sechs Jahren war das Projekt im Wert von 1,4 Milliarden Kronen, umgerechnet 138 Millionen Euro (Kurs von Juli 2021), abgeschlossen und in der letzten Februarwoche 2024 wurde die 270. Einheit an SL übergeben. Die Typbezeichnung ist mit der Erneuerung auf C20U (U für Uppdatering, deutsch Aktualisierung) geändert worden, teilweise wird auch C25 verwendet.

#### Sechste Generation

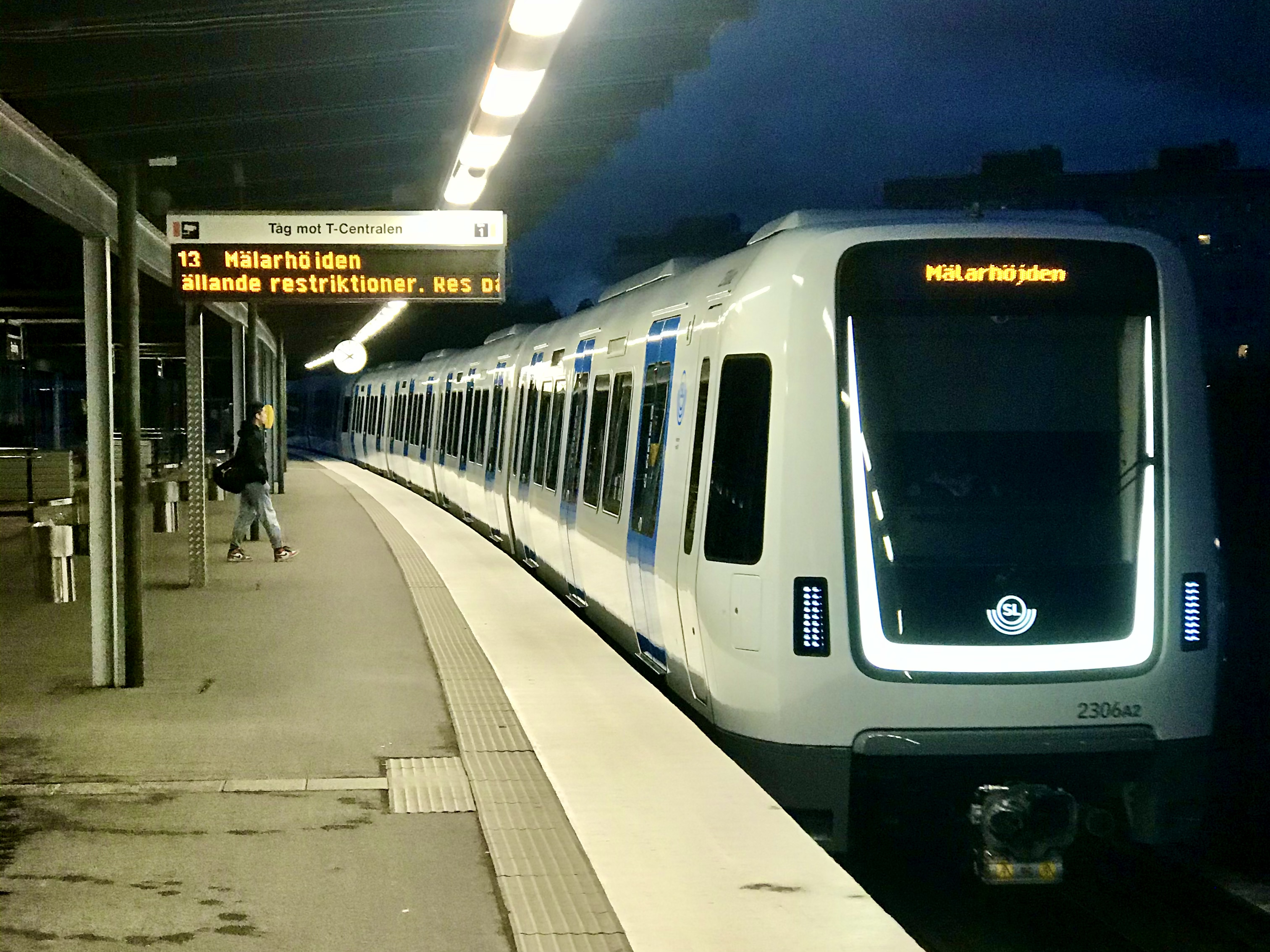
Die neueste Baureihe C30 am Bahnhof Bredäng

SL erteilte Bombardier im Juni 2013 einen Auftrag über 5,7 Mrd. Kronen zur Lieferung von 96 vierteiligen Einheiten auf Basis der Produktplattform Movia. Sie erhalten die Reihenbezeichnung C30. Der Vertrag beinhaltet eine Option auf 80 weitere Einheiten. Die Indienststellung hat es SL ermöglicht, bis Februar 2024 die inzwischen über vierzig Jahre alten Wagen der Reihen C6 und C14 abzustellen.
Die Züge sind 70 Meter lang und wie die C20 2,9 Meter breit. Im Gegensatz zu dieser Vorgängerbauart bestehen sie aus vier einzeln lauffähigen Wagen mit je zwei Drehgestellen. Sie bieten insgesamt 514 Personen Platz, davon 146 auf Sitzplätzen. Die 12 Fahrmotoren erreichen eine Gesamtleistung von 1500 Kilowatt und ermöglichen dem Wagen mit 116 Tonnen Gewicht eine Höchstgeschwindigkeit von 90 km/h.
Am 9. Juni 2018 wurde der erste Zug aus Berlin angeliefert, am 11. August 2020 wurde der erste Zug im Fahrgastbetrieb auf der Roten Linie eingesetzt. Bis Ende 2023 waren 42 Züge in Dienst gestellt, die letzten sollen bis 2025 ausgeliefert werden.
Im Frühling 2024 wurden zwanzig C30 aus der Option bestellt, sodass nun insgesamt 116 Züge geliefert werden.

## Ausbaupläne
Das Streckennetz der Tunnelbana soll in Zukunft erweitert werden, um neue Stadtteile per U-Bahn zu erschließen.

### Blaue Linie
Die blaue Linie soll über die heutige Endstation Kungsträdgården nach Süden in den Bezirk Södermalm verlängert werden. An der neuen Station Sofia sollen sich die Linien 10 und 11 voneinander trennen. Von Sofia aus soll die Linie 10 dann bis Hagsätra verlängert werden. An der Station Gullmarsplan im Bezirk Johanneshov trifft die Linie 10 auf die grüne Linie. Zwischen Gullmarsplan und der Station Sockenplan soll östlich zur Bestandsstrecke der Linie 19 eine neue Strecke mit der Station Slakthusområdet entstehen. Südlich von Sockenplan soll die Linie 10 die Bestandsstrecke der Linie 19 bis Hagsätra nutzen. Die Linie 11 soll von Sofia weiter nach Osten in die Nachbarkommune Nacka bis zum Einkaufszentrum Nacka Forum verlängert werden. Dabei sollen zwischen Sofia und Nacka Forum drei Zwischenstationen entstehen. Die Bauarbeiten am südlichen Ende der blauen Linie begannen 2020 und sollen voraussichtlich 2030 abgeschlossen sein.
Im Nordosten Stockholms soll die Linie 10 von der Station Akalla um zwei Stationen nach Barkarby verlängert werden. Damit wird eine Umsteigemöglichkeit zur Pendeltåg und zu zahlreichen Buslinien geschaffen. Die unterirdisch verlaufende, vier Kilometer lange Strecke soll voraussichtlich 2026 in Betrieb gehen.
Im April 2024 wurde berichtet, dass die Sprengarbeiten am südlichen Neubauabschnitt zwischen Järla und Nacka abgeschlossen seien. Eine Inbetriebnahme bis Nacka werde für 2030 erwartet.

### Grüne Linie
An der grünen Linie wird von der Station Odenplan ein Abzweig zum neu entstandenen Stadtteil Arenastaden gebaut. Die Strecke soll die drei neuen Haltestellen Hagastaden, Södra Hagalund und Arenastaden beinhalten. Die Arbeiten begannen 2020 und sollen voraussichtlich 2028 abgeschlossen sein. Nach Inbetriebnahme werden die Züge von Arenastadten über Odenplan weiter auf der bestehenden Strecke in die Stockholmer Innenstadt verkehren. Bis Mai 2023 war der Abzweig als neue gelbe Linie geplant, wurde dann jedoch der grünen Linie zugeordnet.

### Die neue gelbe Linie
Neben den bisherigen drei Stammstrecken soll in Stockholm eine weitere Stammstrecke entstehen, um bestehende Engpässe zu entlasten und neue Gebiete an die U-Bahn anzuschließen. Die neue gelbe Linie soll im Westen Stockholms von Fridhemsplan nach Älvsjö gebaut werden. Zwischenstationen sind Liljeholmen, Årstaberg, Årstafältet und Östberga. In Fridhemsplan soll Umsteigemöglichkeit zur grünen und blauen Linie bestehen, in Lilijeholmen zur roten Linie und in Årstaberg soll in die Pendeltåg umgestiegen werden können. Beim Bau soll eine mögliche Verlängerung an beiden Enden der Strecke berücksichtigt werden. Der Verkehrsausschuss der Region Stockholm sprach sich im Dezember 2021 für diese Streckenführung aus. Gegenwärtig wird die technische Umsetzbarkeit untersucht. Im Mai 2023 wurde die zuvor noch nicht farbig zugeordnete Linie als neue gelbe Linie präsentiert.

## MTR Stockholm
MTR Stockholm ist eine Tochtergesellschaft der MTR Europe in London und hat etwa 2.800 Mitarbeiter. Die Gesellschaft hat seit 2. November 2009 die Verantwortung für Betrieb, Planung und Wartung der Stockholmer U-Bahn und arbeitet im Auftrag SL, Stockholm Transport. Der ursprünglich bis 1. November 2023 datierte Vertrag wurde im Dezember 2021 um zwei Jahre bis 1. November 2025 verlängert.

## Kunst

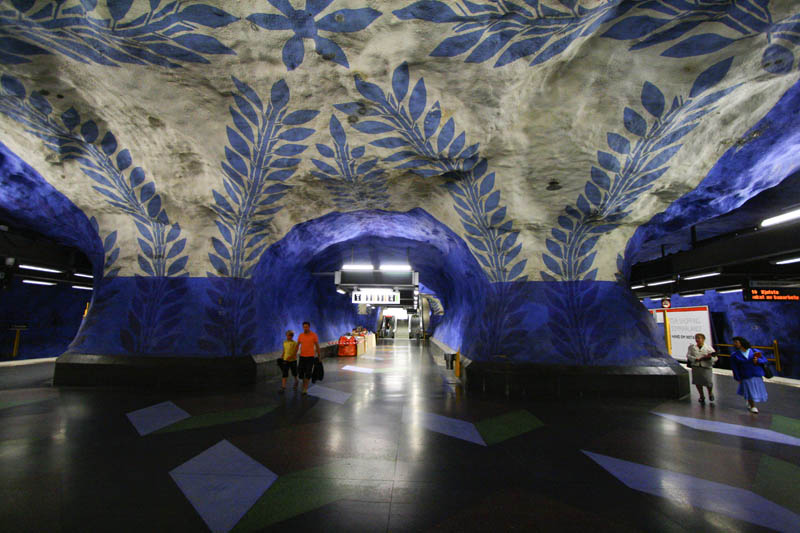
Station T-Centralen

1957 wurde nach einem Wettbewerb T-Centralen als erste Station künstlerisch gestaltet. Inzwischen sind auf über 90 der 100 Stationen Kunstwerke von gut 150 Künstlern vorhanden. Da Storstockholms Lokaltrafik Künstlern das Ausstellen im öffentlichen Raum ermöglichen möchte, jedoch keine neuen Stationen in Planung sind, wird die Kunst auf sieben Stationen ein- bis viermal jährlich gewechselt.